# Żydy (Mazovie)
Pour les articles homonymes, voir Żydy.
Żydy (prononciation : [ˈʐɨdɨ]) est un village polonais de la gmina de Radzanów dans le powiat de Białobrzegi de la voïvodie de Mazovie dans le centre-est de la Pologne.
Il se situe à environ 6 kilomètres à l'ouest de Radzanów (siège de la gmina), 17 kilomètres au sud-ouest de Białobrzegi (siège du powiat) et à 76 kilomètres au sud de Varsovie (capitale de la Pologne).
Le village possède une population de 87 habitants en 2006.

## Histoire
De 1975 à 1998, le village appartenait administrativement à la voïvodie de Radom.